# Tomb Raider: The Last Revelation
Tomb Raider: The Last Revelation is het vierde deel in een serie van computerspellen gepubliceerd door Eidos Interactive en ontwikkeld door Core Design, waarin de avonturen van vrouwelijke archeoloog Lara Croft centraal staan. Dit deel werd uitgegeven voor pc, PlayStation en Sega Dreamcast. Datum van uitgave voor PlayStation: 22 november 1999, voor pc: 24 november 1999, pc millenniumeditie: 31 december 1999 en voor Dreamcast: 25 maart 2000.

## Het verhaal
Het verhaal begint bij Lara Croft als tiener. Zij krijgt les van de archeoloog Werner von Croy in het tempelcomplex Angkor Wat te Cambodja. Samen met hem ontdekt zij een artefact, en tegelijkertijd merkt zij dat Werner von Croy geen respect heeft voor de oudheid. Ze ontvlucht het tempelcomplex zonder artefact en Werner von Croy. 
Jaren later ontdekt Lara Croft in Egypte een crypte. Hierin vindt zij het graf van de god Seth. Ze verwijdert per ongeluk het amulet van Seth, waardoor de god weer gewekt wordt. Werner von Croy komt achter het bestaan van het amulet van Seth en besluit vijandelijke bendes achter Lara aan te sturen. Lara reist door de tempels van Karnak en Luxor. Later reist zij door naar Alexandrië en Gizeh.
In een race tegen de klok moet Lara proberen de wereld te redden van de vernietiging door Seth. Het spel bestaat uit 35 levels in 5 delen.

## Timeslevel
De Britse krant Times heeft in 2000 een Tomb Raiderlevel uitgegeven waar Lara naar Toetanchamons tombe reist in Egypte. Het is downloadbaar op Stella's Tomb Raidersite.

## De levels
- Cambodja (training)
  - Level 1: Angkor Wat
  - Level 2: Race for the Iris
- Valley of the Kings
  - Level 3: The Tomb of Seth
  - Level 4: Burial Chambers
  - Level 5: Valley of the Kings
  - Level 6: KV5
- Karnak
  - Level 7: Temple of Karnak
  - Level 8: The Great Hypostyle Hall
  - Level 9: Sacred Lake
  - Level 10: Tomb of Semerkhet
  - Level 11: Guardian of Semerkhet
  - Level 12: Desert Railroad
- Alexandria
  - Level 13: Alexandria
  - Level 14: Coastal Ruins
  - Level 15: Catacombs
  - Level 16: Temple of Poseidon
  - Level 17: The Lost Library
  - Level 18: Hall of Demetrius
  - Level 19: Pharos, Temple of Isis
  - Level 20: Cleopatra's palaces
- Cairo
  - Level 21: City of the Dead
  - Level 22: Chambers of Tulun
  - Level 23: Citadel Gate
  - Level 24: Trenches
  - Level 25: Street Bazaar
  - Level 26: Citadel
- Giza
  - Level 27: Sphinx Complex
  - Level 28: Underneath the Sphinx
  - Level 29: Menkaure's Pyramid
  - Level 30: Inside Menkaure's Pyramid
  - Level 31: The Mastabas
  - Level 32: The Great Pyramid
  - Level 33: Khufu's Queen's Pyramids
  - Level 34: Inside the Great Pyramid
  - Level 35: Temple of Horus